# ساگرا، هند
ساگرا (به انگلیسی: Sagara) یک منطقهٔ مسکونی در هند است که در بخش شیموگا واقع شده‌است. ساگرا ۱۹٫۷۵ کیلومتر مربع مساحت و ۶۴٬۵۵۰ نفر جمعیت دارد و ۵۷۹ متر بالاتر از سطح دریا واقع شده‌است.